# Alessandro Sigismondo di Palatinato-Neuburg
Alessandro Sigismondo di Palatinato-Neuburg (Neuburg an der Donau, 16 aprile 1663 – Augusta, 24 gennaio 1737) è stato un vescovo cattolico tedesco.
È stato principe vescovo di Augusta dal 1690 alla morte.

## Biografia
Era figlio di Filippo Guglielmo di Wittelsbach, duca di Palatinato-Neuburg, e di sua moglie Elisabetta Amalia d'Assia-Darmstadt. Ebbe come padrino Johann Christoph von Freyberg-Allmendingen, principe-vescovo di Augusta.
Destinato alla carriera ecclesiastica fin dalla giovinezza, fu educato fu affidata dai gesuiti di Neuburg an der Donau e Düsseldorf.
Nel 1681 fu eletto vescovo coadiutore, con diritto di successione, di Augusta, principato vescovile imperiale; fu ordinato prete solo nel 1689.
Succedette al defunto Freyberg-Allmendingen il 1º aprile 1690 e il 31 maggio successivo papa Alessandro VIII gli confermò il vescovato.
Prendendo a pretesto una presunta malattia mentale, nel 1714 il capitolo cattedrale di Augusta gli affiancò un coadiutore nella persona di Johann Franz Schenk von Stauffenberg, vescovo di Costanza. Riprese pieno possesso dei suoi poteri nel 1718.
Morì ad Augusta nel 1737.

## Genealogia episcopale e successione apostolica
La genealogia episcopale è:
- Vescovo Johannes Wolfgang von Bodman
- Vescovo Marquard Rudolf von Rodt
- Vescovo Alessandro Sigismondo di Palatinato-Neuburg

La successione apostolica è:
- Vescovo Johann Kasimir Röls (1708)
- Vescovo Johann Jakob von Mayer (1719)

## Ascendenza
|                                             |                           |                                   | Genitori                            |  |  | Nonni |  |  | Bisnonni                             |  |  | Trisnonni                           |  |
|                                             |                           |                                   |                                     |  |  |       |  |  | Filippo Luigi del Palatinato-Neuburg |  |  | Volfango del Palatinato-Zweibrücken |  |
|                                             |                           |                                   |                                     |  |  |       |  |  | Filippo Luigi del Palatinato-Neuburg |  |  | Volfango del Palatinato-Zweibrücken |  |
|                                             |                           | Anna d'Assia                      |                                     |  |  |       |  |  | Filippo Luigi del Palatinato-Neuburg |  |  |                                     |  |
| Volfango Guglielmo del Palatinato-Neuburg   |                           |                                   |                                     |  |  |       |  |  | Filippo Luigi del Palatinato-Neuburg |  |  |                                     |  |
|                                             |                           | Anna di Jülich-Kleve-Berg         | Guglielmo di Jülich-Kleve-Berg      |  |  |       |  |  |                                      |  |  |                                     |  |
|                                             |                           | Anna di Jülich-Kleve-Berg         | Guglielmo di Jülich-Kleve-Berg      |  |  |       |  |  |                                      |  |  |                                     |  |
|                                             |                           | Anna di Jülich-Kleve-Berg         | Maria d'Austria                     |  |  |       |  |  |                                      |  |  |                                     |  |
| Filippo Guglielmo del Palatinato            |                           | Anna di Jülich-Kleve-Berg         |                                     |  |  |       |  |  |                                      |  |  |                                     |  |
|                                             |                           | Guglielmo V di Baviera            | Alberto V di Baviera                |  |  |       |  |  |                                      |  |  |                                     |  |
|                                             |                           | Guglielmo V di Baviera            | Alberto V di Baviera                |  |  |       |  |  |                                      |  |  |                                     |  |
|                                             |                           | Guglielmo V di Baviera            | Anna d'Asburgo                      |  |  |       |  |  |                                      |  |  |                                     |  |
| Maddalena di Baviera                        |                           | Guglielmo V di Baviera            |                                     |  |  |       |  |  |                                      |  |  |                                     |  |
|                                             |                           | Renata di Lorena                  | Francesco I di Lorena               |  |  |       |  |  |                                      |  |  |                                     |  |
|                                             |                           | Renata di Lorena                  | Francesco I di Lorena               |  |  |       |  |  |                                      |  |  |                                     |  |
|                                             |                           | Renata di Lorena                  | Cristina di Danimarca               |  |  |       |  |  |                                      |  |  |                                     |  |
| Alessandro Sigismondo di Palatinato-Neuburg |                           | Renata di Lorena                  |                                     |  |  |       |  |  |                                      |  |  |                                     |  |
|                                             | Luigi V d'Assia-Darmstadt | Giorgio I d'Assia-Darmstadt       |                                     |  |  |       |  |  |                                      |  |  |                                     |  |
|                                             | Luigi V d'Assia-Darmstadt | Giorgio I d'Assia-Darmstadt       |                                     |  |  |       |  |  |                                      |  |  |                                     |  |
|                                             | Luigi V d'Assia-Darmstadt | Maddalena di Lippe                |                                     |  |  |       |  |  |                                      |  |  |                                     |  |
| Giorgio II d'Assia-Darmstadt                | Luigi V d'Assia-Darmstadt |                                   |                                     |  |  |       |  |  |                                      |  |  |                                     |  |
|                                             |                           | Maddalena di Brandeburgo          | Giovanni Giorgio di Brandeburgo     |  |  |       |  |  |                                      |  |  |                                     |  |
|                                             |                           | Maddalena di Brandeburgo          | Giovanni Giorgio di Brandeburgo     |  |  |       |  |  |                                      |  |  |                                     |  |
|                                             |                           | Maddalena di Brandeburgo          | Elisabetta di Anhalt-Zerbst         |  |  |       |  |  |                                      |  |  |                                     |  |
| Elisabetta Amalia d'Assia-Darmstadt         |                           | Maddalena di Brandeburgo          |                                     |  |  |       |  |  |                                      |  |  |                                     |  |
|                                             |                           | Giovanni Giorgio I di Sassonia    | Cristiano I di Sassonia             |  |  |       |  |  |                                      |  |  |                                     |  |
|                                             |                           | Giovanni Giorgio I di Sassonia    | Cristiano I di Sassonia             |  |  |       |  |  |                                      |  |  |                                     |  |
|                                             |                           | Giovanni Giorgio I di Sassonia    | Sofia di Brandeburgo                |  |  |       |  |  |                                      |  |  |                                     |  |
| Sofia Eleonora di Sassonia                  |                           | Giovanni Giorgio I di Sassonia    |                                     |  |  |       |  |  |                                      |  |  |                                     |  |
|                                             |                           | Maddalena Sibilla di Hohenzollern | Alberto Federico di Prussia         |  |  |       |  |  |                                      |  |  |                                     |  |
|                                             |                           | Maddalena Sibilla di Hohenzollern | Alberto Federico di Prussia         |  |  |       |  |  |                                      |  |  |                                     |  |
|                                             |                           | Maddalena Sibilla di Hohenzollern | Maria Eleonora di Jülich-Kleve-Berg |  |  |       |  |  |                                      |  |  |                                     |  |
|                                             |                           | Maddalena Sibilla di Hohenzollern |                                     |  |  |       |  |  |                                      |  |  |                                     |  |